# Boss Hoss

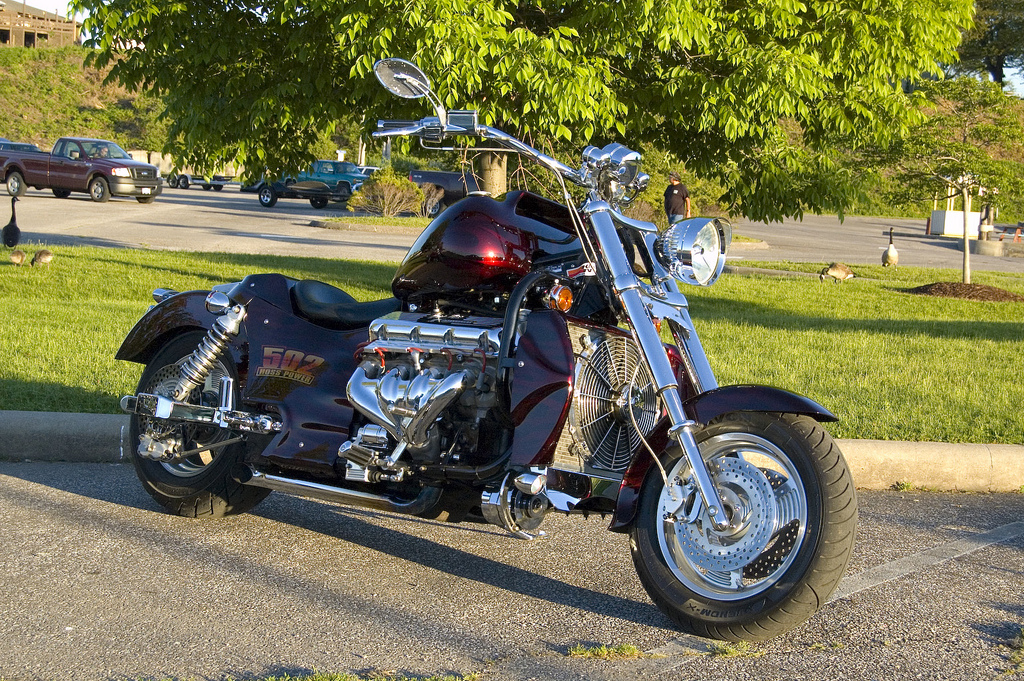
Motorcykel från Boss Hoss

Boss Hoss är ett motorcykelmärke som tillverkas av Boss Hoss Cycles Inc grundat av Monte Warne 1990 med säte i Dyersburg, Tennessee.
Företaget utmärker sig genom att tillverka motorcyklar och trike med Chevrolet V8 och semiautomatiska växellådor. Årsproduktionen ligger på ca 350 enheter och över 4000 fordon är producerade. 
Monte ville ha en motorcykel som var kraftfullare än de motorcyklar som fanns på marknaden men ändå var angenäm att åka med. I början kunde man köpa ramar och ritningar men sedan 1996 sker endast tillverkning av kompletta motorcyklar.